# The Adventures of Huckleberry Finn (1960)
The Adventures of Huckleberry Finn is een Amerikaanse dramafilm uit 1960 onder regie van Michael Curtiz. Het scenario is gebaseerd op de gelijknamige roman uit 1884 van de Amerikaanse auteur Mark Twain.

## Verhaal
Huckleberry Finn woont bij een slaaf en een weduwe. Wanneer zijn vader opduikt, wil hij geld van de vrouw. Hij neemt Huck mee als onderpand. Huck ontsnapt en komt de slaaf tegen. Samen besluiten ze op de vlucht te slaan.

## Rolverdeling
| Acteur               | Personage            |
| -------------------- | -------------------- |
| Tony Randall         | Koning               |
| Archie Moore         | Jim                  |
| Eddie Hodges         | Huckleberry Finn     |
| Patty McCormack      | Joanna Wilkes        |
| Neville Brand        | Pap Finn             |
| Mickey Shaughnessy   | Hertog               |
| Judy Canova          | Vrouw van de sheriff |
| Andy Devine          | Mijnheer Carmody     |
| Sherry Jackson       | Mary Jane Wilkes     |
| Buster Keaton        | Leeuwentemmer        |
| Finlay Currie        | Kapitein Sellers     |
| Josephine Hutchinson | Weduwe Douglas       |
| Parley Baer          | Man van Grangeford   |
| John Carradine       | Slavenvanger         |
| Royal Dano           | Sheriff van Harlan   |